# Eulophia tuberculata
Eulophia tuberculata är en orkidéart som beskrevs av Harry Bolus. Eulophia tuberculata ingår i släktet Eulophia och familjen orkidéer. Inga underarter finns listade i Catalogue of Life.